# Municipio de Dorrance
El municipio de Dorrance  (en inglés: Dorrance Township) es un municipio ubicado en el condado de Luzerne en el estado estadounidense de Pensilvania. En el año 2000 tenía una población de 2.109 habitantes y una densidad poblacional de 33.7 personas por km².

## Geografía
El municipio de Dorrance se encuentra ubicado en las coordenadas 41°08′00″N 75°58′59″O / 41.13333, -75.98306.

## Demografía
Según la Oficina del Censo en 2000 los ingresos medios por hogar en la localidad eran de $44,545 y los ingresos medios por familia eran $49,583. Los hombres tenían unos ingresos medios de $34,194 frente a los $26,364 para las mujeres. La renta per cápita para la localidad era de $19,519. Alrededor del 3,4% de la población estaban por debajo del umbral de pobreza.